# Jan Trąbka
Jan Trąbka (ur. 21 czerwca 1931 w Krakowie, zm. 27 lipca 2012 tamże) – polski lekarz, naukowiec zajmujący się neurologią, neurocybernetyką oraz spekulacjami z pogranicza filozofii i metodologii nauki. Jego żoną była prof. Elżbieta Kostka-Trąbka (1930–2011) – farmakolog i internista.

## Życiorys
W 1955 roku ukończył studia na Wydziale Lekarskim Krakowskiej AM. Pracę doktorską pt. „Czynność bioelektryczna mózgu zawarta w paśmie 200-500 Hz” obronił w 1961 roku, habilitował się na podstawie rozprawy „Elektrofizjologiczny obraz asymetrii półkul mózgowych”. W 1977 r. został mianowany profesorem nadzwyczajnym, a w 1988 r. profesorem zwyczajnym nauk neurologicznych i komputerowych. W latach 1974–1991 kierował pierwszym w kraju, założonym przez siebie Zakładem Informatyki Medycznej. Pełnił również funkcję zastępcy przewodniczącego Krakowskiego Oddziału Polskiego Towarzystwa Cybernetycznego. Przez ponad dziesięć lat (1991–2002), aż do emerytury sprawował kierownictwo nad Zakładem Biocybernetyki Collegium Medicum Uniwersytetu Jagiellońskiego. Był również przewodniczącym Zarządu Głównego Polskiego Towarzystwa Neurofizjologii Klinicznej, członkiem Komitetu Nauk Neurologicznych PAN oraz przewodniczącym Komisji Neurofizjologii Klinicznej PAN, członkiem Rady Naukowej Akademickiego Centrum Komputerowego „Cyfronet” Kraków. W 1980 r. wybrany został na członka Międzynarodowego Instytutu Badań Mózgu, w 1985 – na członka Międzynarodowego Towarzystwa Dla Obrazowania Mózgu w Psychiatrii (International Society for Neuroimaging in Psychiatry ), w 1989 r. – na członka Europejskiego Towarzystwa Badań nad Snem, w 1990 r. – został członkiem korespondentem Collegium Europaeum Jenense . W latach 1959–1960 jako stypendysta Fundacji Rockefellera był asystentem naukowym na Uniwersytecie Harvarda i w Mass General Hospital w Bostonie, a równocześnie nawiązał współpracę z Norbertem Wienerem twórcą cybernetyki w Massachusetts Institute of Technology w Cambridge. Jako jedyny polski naukowiec był bezpośrednim uczniem N. Wienera i propagatorem cybernetyki za żelazną kurtyną.
Pochowany na cmentarzu Bronowickim w Krakowie.

### Dorobek
Dorobek naukowy prof. J. Trąbki obejmuje ponad 500 prac z zakresu neurologii, neurofizjologii, neurofarmakologii, informatyki medycznej i neurocybernetyki, w tym 15 pozycji książkowych. Prof. J. Trąbka był również redaktorem podręczników akademickich.
W 2006 roku otrzymał Złoty Medal Polskiego Towarzystwa Neurofizjologii Klinicznej.

## Kontrowersje
Prof. Trąbka łączył cybernetykę jako naukę z filozoficznymi rozważaniami z zakresu swoiście rozumianej gnozy, niemającymi, ani nie szukającymi poparcia naukowego, a także teorią chaosu, co zaowocowało wieloma pracami, w tym między innymi książką „Neurocybernetyka” (1994).
Prof. Jan Trąbka w swych pracach Gnoza a nauki neurologiczne (1997) i Gnoza znaczy wiedza (1998) wprowadził pojęcie swoiście rozumianej gnozy. Etymologicznie rozumiana gnoza nie jest tu elementem religijnego prądu – gnostycyzmem, jak i nie jest pragmatyczną nauką – gnoseologią. Źródło swe czerpie natomiast z presokratycznej filozofii greckiej, gdzie „gnosis” było intuicyjną wiedzą o świecie, wiedzą jeszcze niepodaną logiczno-rozumowej obróbce. Prof. J. Trąbka uznaje gnozę za podstawowy aspekt ludzkiej egzystencji, który rzadko bywa podejmowany w rozważaniach naukowych, a jeśli już jest badany, to niezbyt trafnie traktuje się go jako pochodną racjonalnego porządkowania wiedzy o świecie, czyli tzw. wiedzę potoczną czy myślenie prelogiczne. Blisko związanym z gnozą zagadnieniem pozostaje wyobraźnia oraz świadomość, które są również obecne w pracy naukowej prof. Trąbki. Znalazły się one jako centralne zagadnienie w takich publikacjach książkowych jak Wyobraźnia (2001) i Świadomość. Lokalizacjonizm i globalizm (2001). Badania naukowe prof. Trąbki zawierające teoretyczne rozważania dotyczące teorii chaosu (Odwieczny chaos a tworzenie się świata, 2000), jak i zagadnień neuropsychologicznych (Dusza mózgu, 2000, Neuropsychologia światła, 2003) wyrosły z bogatego doświadczenia klinicznego, które zaowocowało licznym zbiorem prac eksperymentalnych związanych z działaniem mózgu i układu nerwowego.
Teoria świadomości J. Trąbki stanowi kontynuację poglądów zawartych w dwóch książkach: Mózg a świadomość (1983) i Mózg a jego jaźń (1991), gdzie rozwinięta została koncepcja „uniwersalizmu cybernetycznego”. Trąbka uznaje cybernetykę nie tylko za naukę o regulacji i informacji, ale rozszerza jej zakres, włączając spekulacje filozoficzne i fizyczne.